# ۲۶۱۱۹ دودن
سیارک ۲۶۱۱۹ (به انگلیسی: 26119 Duden، نامگذاری:1991TN7) بیست و شش هزار و صد و نوزدهمین سیارک کشف شده‌است که در ۷ اکتبر ۱۹۹۱ کشف شد.
قدر مطلق سیارک برابر ۱۵٫۹ است.